# رالف فودي
رالف فودي (بالإنجليزية: Ralph Foody)‏ مواليد 13 نوفمبر 1928 في شيكاغو - الوفاة 21 نوفمبر 1999 في ليكسينغتون، الولايات المتحدة، هو ممثل أمريكي بدأ مسيرته الفنية سنة 1965.

## الأعمال
- فوق القانون
- وحيد في المنزل
- وحيد في المنزل 2: ضائع في نيويورك

## روابط خارجية
- رالف فودي على موقع IMDb (الإنجليزية)
- رالف فودي على موقع تيرنر كلاسيك موفيز (الإنجليزية)
- رالف فودي على موقع قاعدة بيانات الفيلم (الإنجليزية)